# Richard Seddon
Richard John Seddon (22 de junio de 1845 - 10 de junio de 1906), a veces conocido como Rey Dick, fue el primer ministro de Nueva Zelanda durante más tiempo en su cargo. Es considerado por algunos historiadores, como Keith Sinclair, como uno de los líderes políticos más grandes de Nueva Zelanda.

## Muerte
Seddon se mantuvo primer ministro durante 13 años, pero poco a poco, pedidos para que se retire se hicieron más frecuentes.
Varios intentos de reemplazarlo con Joseph Ward fueron fracasados. Mientras estaba en el barco Oswestry Grange regresando de un viaje de Australia, Seddon estuvo repentinamente enfermo, y murió. Fue enterrado en Wellington, con su tumba marcada por un gran monumento.